# ガンビーノ一家

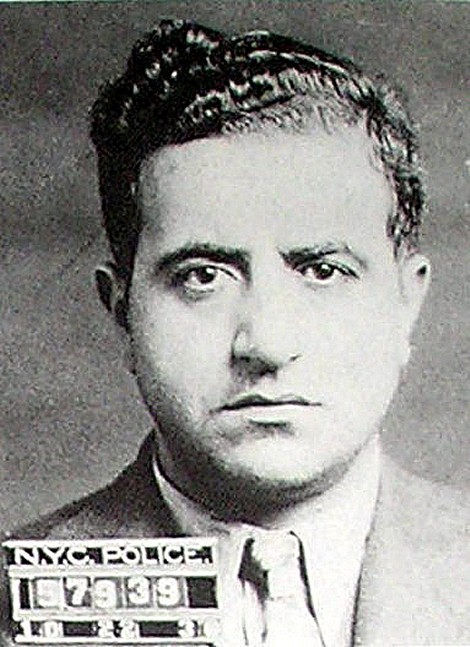
アルバート・アナスタシア

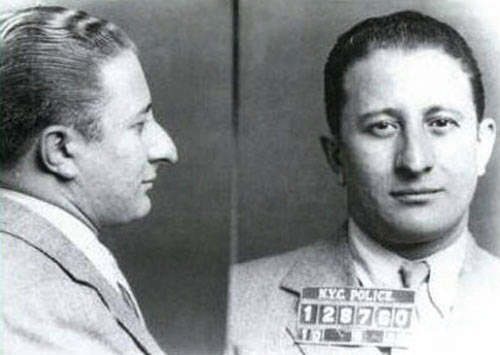
カルロ・ガンビーノ

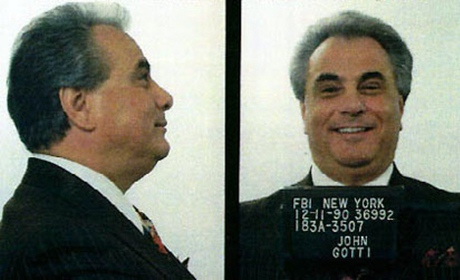
ジョン・ゴッティ

ガンビーノ一家またはガンビーノ・ファミリー（ガンビーノいっか、英：Gambino family）は、アメリカを拠点とするイタリア系（シチリア系）マフィア組織（コーサ・ノストラ）。ニューヨーク五大ファミリーの1つ。20世紀初期に台頭したシチリア系マフィアのうち、パレルモ出身者の派閥（パレルモ派）であり、1910年代初めに結成されたサルヴァトーレ・ダキーラのダキーラ・ファミリーを源流とする。1930年に始まるカステランマレーゼ戦争後の1931年に勝者のサルヴァトーレ・マランツァーノがニューヨーク・マフィアを再編する中で、1931年にフランク・スカリーチェをボスとする五大ファミリーの一角として確立した。しかし、同年にマランツァーノが暗殺され、再度ラッキー・ルチアーノが再編を行い、彼と親しかったヴィンセント・マンガーノがボスに昇格した（マンガーノ・ファミリー）。1950年代に暗殺を伴う激しい内部抗争が起こり、最終的にカルロ・ガンビーノがボスに就任した。以降はボスが代替わりしても「ガンビーノ・ファミリー」と一般に呼称され続けている。

## 形成期

### 1次抗争
1900年代後半、シチリアのパレルモ出身のサルヴァトーレ・ダキーラがマンハッタンのハーレムでギャング団を率いた。1910年、コルレオーネ系のモレロ一家ボスのジュゼッペ・モレロが監獄送りになった時、「ボスの中のボス」を宣言し、1910年代前半モレロ一家残党と抗争した。モレロと共に監獄送りになったイニャツィオ・ルポ（パレルモ派閥）の後継者を自任し、その縄張りを継いだとの説がある。
当時パレルモルーツのマフィアにダキーラ派とアル・ミネオ派があり、アル・ミネオ派はモレロ派残党やカステランマレーゼ派（以下カステラマレ派と表記）と同盟してダキーラに対抗した。1910年代中頃にかけモレロ一家から離脱する有力メンバーの暗殺とその報復が続き、ハーレムが流血バトルの舞台になった。1910年代後半、モレロ一家がブルックリンのカモッラ勢力の挑戦を受け抗争している間、ダキーラ派は勢力を伸張し、禁酒法時代ブルックリンに拠点を広げた。ダキーラはライバル勢力にスパイを送り込み、危険分子を粛清するなど水面下の策謀に長けたと言われる。ダキーラはまた、クリーヴランド、シカゴ、ボストン、フィラデルフィア、ニューオリンズなど全米各都市のシチリアマフィア勢力とネットワークを築いていた。

### 2次抗争
1920年にモレロやルポが出所し、往時の権力を取り戻そうと活動を始めると、ダキーラはマフィア会議を開き、モレロ派残党にまとめて死の宣告を出した。その後2年間、ダキーラ派とモレロ派は再び抗争状態となり、酒の密輸の縄張り争いを伴って激化した末、十数人の死者を出した。1922年、酒の密輸で力を付けたジョー・マッセリアがモレロの支持を得てダキーラ派刺客ウンベルト・ヴァレンティを返り討ちにしたため、ダキーラのモレロ派せん滅作戦はとん挫した。

### ダキーラ暗殺
1928年7月に暗殺されたフランキー・イェールの南ブルックリンの縄張りをめぐってダキーラが乗っ取りを仕掛け、これにマッセリアが待ったをかけた。同年10月、ダキーラは暗殺され、実行犯は捕まらなかったがマッセリア、モレロ、アル・ミネオの共謀と信じられた。イェールやダキーラの相次ぐ暗殺はブルックリン情勢に混沌をもたらし、権力の空白を埋めるべく各ギャングが暗闘を始めた。マッセリアはダキーラの後釜にアル・ミネオをボスに担ぎ上げて間接支配した。
ダキーラの後継ボスに収まったミネオがマッセリアとの合流前に元々率いていた派閥は、抜けた穴を埋める形でサルヴァトーレ・ディベッラ、次いでジョゼフ・プロファチがボスを継いだとの説がある（その場合ミネオはプロファチ一家（現コロンボ一家）の創設者となる）
。
1928年12月、クリーヴランドで開かれたマフィア会議に、ヴィンセント・マンガーノやプロファチ、ジョゼフ・トライナ（ダキーラ元側近）などが参加した（警察の手入れにあい会議が露見した）。会議目的はイェールやダキーラ亡き後の縄張り処理だったと伝えられた。

### ミネオ暗殺と五大ファミリー体制
1920年代後半、カステラマレ派を攻略したマッセリアは、同派のサルヴァトーレ・マランツァーノの頑強な抵抗にあった（カステランマレーゼ戦争）。旧ダキーラ派は、カステラマレ派に接近するグループもあったが、ほとんどは、表向きマッセリアに味方しつつ様子見する中立姿勢をとった。
1930年11月、ミネオはマランツァーノとトミー・ガリアーノの合同暗殺チームに暗殺され、旧ダキーラ系で反マッセリアのフランク・スカリーチェがマランツァーノのバックアップにより後釜ボスになった。旧ダキーラ勢の主流派（ヴィンセント・マンガーノやサルヴァトーレ・マソットら）は、ミネオの死以降マッセリアが形勢不利になってから離反した。1931年4月、マッセリアは部下の裏切りで謀殺され、スカリーチェはマランツァーノによりあらためて旧ダキーラファミリーのボスと認められた。
1931年9月、マランツァーノがルチアーノに暗殺されると、マランツァーノに近かったスカリーチェは後ろ盾を失ってボスの座を降ろされ、代わってヴィンセント・マンガーノがボスに担ぎ上げられた。ダキーラから、ミネオ、スカリーチェ、マンガーノ、一代はさんでカルロ・ガンビーノまでの全員がパレルモ市出身のパレルモ派閥である。

### 非シチリア勢力の流入
1916年のモレロ一家の対ブルックリンカモッラ抗争でカモッラの主要リーダーが投獄された時、ダキーラ派がカモッラの残党を吸収したのが発端とされる。1920年代、マンガーノをはじめとするブルックリン臨界区の一派は、カラブリア系のフランキー・イェールと共同で臨海区を支配した。1928年にイェールがアル・カポネ一味に殺された時、ナポリ系・カラブリア系グループはプロファチら南ブルックリンのシチリア勢と激しい縄張り争いを展開した。カラブリア系のアルバート・アナスタシア一派はマンガーノと結託して、臨海区の同郷（カラブリア系）ギャングを暴力で排除した上、南ブルックリンのシチリア勢と和解した。最終的にブルックリンの非シチリア勢力はマンガーノ一派とプロファチ一派のどちらかに吸収された。

## 五大ファミリー再編後

### マンガーノ一家
マンガーノはルチアーノと親しいアナスタシアを副ボスに据えて、ブルックリンの臨海区の港湾組合を支配し組合員からの上納金、貨物の横流しや転売を収入源にした。1933年の禁酒法終了後は、組合ゆすりや高利貸し、宝くじやナンバーズ賭博に収益源を広げた。両者ともユダヤ系ギャングとの合同組織マーダー・インクの幹部となり、暗黒街の反逆者や裏切り者の処刑業務に関与した。1940年代初頭、エイブ・レルズの密告によりマーダーインクの処刑業務に深く関わったアナスタシアに捜査が及ぶが、盟友フランク・コステロが裏で手を回し、救われた。
マンガーノは、アナスタシアと臨海区支配や政敵排除を通じ20年以上タッグを組んでいたが、次第にボスの自分を無視して勝手に他のファミリー幹部に便宜を図るアナスタシアと喧嘩が絶えなくなり、関係が悪化した。

### アナスタシアの権力奪取
1951年4月、マンガーノは行方不明になり、同時にマンガーノの弟で一家の相談役フィリップは沼地で銃殺死体で発見された。両方ともアナスタシアが殺したと広く信じられている。コステロ一家（現ジェノヴェーゼ一家）のボス、フランク・コステロがアナスタシアの掟破りのボス殺しを事前に了解していたとされる。コステロはボスの座を狙うヴィト・ジェノヴェーゼを牽制するためアナスタシアを一家のボスに後押ししたと言われた。
アナスタシアは副ボスに古参フランク・スカリーチェを据えた。スカリーチェの副ボス抜擢はファミリー内のシチリア勢力を懐柔するためだったとされる。この時代、ファミリー上層部が小遣い稼ぎにメンバーシップを乱発し、組織が膨張した。メンバーシップの乱発はオメルタに触れ、スカリーチェが責任を取らされて1957年6月に粛清された。アナスタシアは、新たな副ボスにカルロ・ガンビーノを抜擢した。
アナスタシアはギャンブルに溺れるようになり、金欠状態に陥って他のファミリーの縄張りを狙うなど悪評が高まった。特にキューバの賭博利権に割り込もうと、キューバに大きな利権を持っていたフロリダのサント・トラフィカンテに触手を伸ばした。

### 理髪店の虐殺
その後、ファミリーはジェノヴェーゼの権力闘争に巻き込まれた。1957年5月、ジェノヴェーゼの手下ヴィンセント・ジガンテに狙撃されたコステロがボスの座をジェノヴェーゼに譲った。アナスタシアはコステロ襲撃に怒り、ジェノヴェーゼと戦争する場合は中立を保つよう他のボスに働きかけた。ジェノヴェーゼはアナスタシアの報復を恐れ、密かに副ボスのガンビーノと通じ、アナスタシアの暗殺を共謀した。1957年10月25日、アナスタシアはマンハッタンのパーク・シェラトンホテルの理容室で2人組に暗殺された。一家の古参幹部ジョー・ビオンドがガンビーノに協力しヒットマンを手配したと信じられている。ジェノヴェーゼとガンビーノの共謀というのが定説だが、アナスタシアがキューバ利権を侵犯したことを理由にコミッションから粛清指令があったとする説や、マンガーノ兄弟、スカリーチェ兄弟と相次いでシチリア人を殺した（と信じられた）アナスタシアに対する、ファミリーの垣根を越えたシチリア人総出の復讐とする説もある。

### ガンビーノのマフィア外交
ガンビーノは、ビオンドを副ボスに、ジョゼフ・リコボノを相談役に据え、弟のポールをカポに昇進させるなど一家の上層部をシチリア（パレルモ）派閥で固めた上で、ファミリー外交に着手した。ジョゼフ・ボナンノープロファチの同盟関係に対抗して、1962年トーマス・ルッケーゼとの政略結婚を通じて味方陣営を固めた。1961年、ギャロ戦争を口実にプロファチに圧力をかけ、引退に追い込もうとした。1962年6月プロファチが病死すると、副ボスで側近だったジョゼフ・マリオッコのボス就任を認めず、1964年1月、傀儡のジョゼフ・コロンボをボスに据えることに成功した。旧プロファチ一家を自陣に加えたガンビーノは、ジェノヴェーゼが投獄され不在の中、コミッションの主導権を握った。プロファチに続いてボナンノ一家の切り崩しを図り、自身やルッケーゼへ暗殺を企てたとの理由でボナンノを執拗に糾弾した。ボナンノは息子に全権を譲って引退するなどと譲歩案を出したがガンビーノを中心とするコミッションに拒否されたため、ボナンノは引退を撤回して状況は泥沼化した。その後、ボナンノ一家の古参幹部の不満を利用して内部分裂を起こさせ、最終的にボナンノを引退に追い込んだ。
ファミリー内では旧アナスタシア派の粛清を行なったが、1960年代半ばアナスタシア派で人望の厚かったアニエロ・デラクローチェを副ボスに抜擢し、旧アナスタシア派の懐柔と監視の両方の役目を与えて組織の分裂を防いだ。1967年ルッケーゼの死亡後、そのガーメント地区の組合利権を乗っ取った。
一家の構成員はカポ20人とソルジャー300人規模と言われ、食肉市場、土建業、港湾貨物、運送屋、清掃業、パン屋・レストランなどを隠れ蓑にヤミ賭博、高利貸し、売春、ポルノ、組合たかり、インサイダー取引、麻薬、窃盗団・詐欺団など多岐にわたる非合法活動を展開した。正式メンバー以外の準構成員・協力者を含めると数千人に達し、テリトリーはニュージャージー、カリフォルニア、バルティモア、フロリダ、コネチカットまで及んだ。1976年のガンビーノの死までに、ファミリーはジェノヴェーゼ一家に代わってニューヨーク最強のファミリーとなった。

### ガンビーノ後
ガンビーノが自分の後継者に副ボスのデラクローチェではなく、いとこのポール・カステラーノを指名したことから、ファミリーの運命には翳がさすようになる。カステラーノはファミリーの合法ビジネスの進出に力を注ぐとともに、組合や企業強請りなどの「ホワイトカラー」犯罪に基盤を持った。デラクローチェを頂点とするグループは、ヤミ賭博や麻薬、強盗、売春など従来のストリート系「ブルーカラー犯罪」に基盤を持ち、明確に異なる派閥を形成した。
1985年12月2日のデラクローチェの死を契機に、カステラーノの粛清を恐れたデラクローチェ配下の筆頭ジョン・ゴッティは同年12月16日、カステラーノを暗殺し、一家のボスの座に就いた。掟破りのボス殺しとしてマフィア総出の復讐に晒され、側近らを殺害されたゴッティはジガンテらマフィアの実力者への釈明に奔走した。
その後ゴッティはもっとも有名なマフィアのボスとしてメディアを賑わせたが、1990年に逮捕・収監されて2002年に獄死した。1970年代半ばからFBIの摘発は厳しさを増し、副ボスのサルヴァトーレ・"サミー・ザ・ブル"・グラヴァーノなどの司法当局への内通者が続出するに至ってファミリーの統制は地に堕ちた。現在では再びジェノヴェーゼ一家に最強のファミリーとしての地位を譲っていると思われるが、現在でもブルックリンとスタテンアイランドの労働組合を支配している。
近年ではシチリアマフィアとの連携を再び強めているとされている。1981年にサルヴァトーレ・リイナらに殺害されたサルヴァトーレ・インツェリッロの家族と部下らを迎え入れた。さらに2011年にシチリア出身のドメニコ・チェファルー（Domenico "Italian Dom" Cefalù）をボスとした。そして2015年にインツェリッロと親族関係にあるフランク・カリ（Frank "Franky Boy" Cali）がアンダーボスからボスに昇格し、現在に至る。現在の副ボス（ストリート・ボス）とアンダーボスは不明、コンシリエーレはジョゼフ・コロッツォ（Joseph "Jo Jo" Corozzo）。2019年3月13日、フランク・カリは自宅前で6発の銃弾を受け、その後ピックアップトラックに轢かれ死亡。